# Mazzorbo
Mazzorbo es una isla en la parte norte de la laguna de Venecia, al norte de Italia, ligada a Burano por un puente. Alguna vez fue un importante centro de comercio, pero ahora es conocida por sus viñedos y huertos. Su principal atractivo es la iglesia del siglo XIV de Santa Catalina, también hay un complejo de viviendas pintadas de vivos colores, diseñado en 1979 por Giancarlo De Carlo.